# Charlotte Saint-Sans Levacher
Charlotte Saint-Sans Levacher est une footballeuse française, née le 20 mai 1995 à Rouen en Haute-Normandie. Elle évolue au poste d’arrière central à Lille en Division 1.

## Statistiques et palmarès

### Statistiques
Le tableau suivant présente, pour chaque saison, le nombre de matchs joués et de buts marqués dans le championnat national, en Coupe de France (Challenge de France) et éventuellement en compétitions internationales. Le cas échéant, les sélections nationales sont indiquées dans la dernière colonne.
| Saison    | Club            | Championnat | Championnat | Championnat | Coupe nationale | Coupe nationale | Coupe nationale | Sélections nationales | Sélections nationales | Sélections nationales |
| Saison    | Club            | Type        | Matchs      | Buts        | Type            | Matchs          | Buts            | Type                  | Matchs                | Buts                  |
| 2010-2011 | US Compiègne CO | CNF19 + D2  | 10 + 5      | 0 + 0       | -               | -               | -               | -                     | -                     | -                     |
| 2011-2012 | US Compiègne CO | CNF19 + D2  | 4 + 8       | 0 + 1       | CdF             | 3               | 0               | -                     | -                     | -                     |
| 2012-2013 | Arras FCF       | D1          | 19          | 0           | CdF             | 1               | 0               | U19                   | 7                     | 0                     |
| 2013-2014 | Arras FCF       | D1          | 21          | 1           | CdF             | -               | -               | U19                   | 7                     | 0                     |
| 2014-2015 | Arras FCF       | D1          | 7           | 0           | CdF             |                 |                 | U20                   | 1                     | 0                     |

### Palmarès

#### En club
- Quart-de-finaliste de la Coupe de France : 2012 (US Compiègne CO)

#### En sélection
- France U20
  - Troisième de la Coupe du monde des moins de 20 ans : 2014 au Canada
- France U19
  - Championne d'Europe des moins de 19 ans :  2013 au Pays de Galles